# Lebanon (Virgínia)
Lebanon é uma cidade  localizada no estado norte-americano de Virginia, no Condado de Russell.

## Demografia
Segundo o censo norte-americano de 2000, a sua população era de 3273 habitantes.
Em 2006, foi estimada uma população de 3201, um decréscimo de 72 (-2.2%).

## Geografia
De acordo com o United States Census Bureau tem uma área de
10,6 km², dos quais 10,6 km² cobertos por terra e 0,0 km² cobertos por água. Lebanon localiza-se a aproximadamente 628 m acima do nível do mar.

## Localidades na vizinhança
O diagrama seguinte representa as localidades num raio de 24 km ao redor de Lebanon.